# صدیق کمانگر
صدیق کمانگر (۱۳۲۵ در آفریان، کامیاران – ۱۳ شهریور ۱۳۶۸ در رانیه)، فعال سیاسی کمونیست کرد، وکیل دادگستری، عضو بنیان‌گذار حزب کومله و حزب کمونیست ایران و عضو کمیتهٔ مرکزی این دو حزب، سخنگو و مسئول شورای انقلاب سنندج، و مسئول رادیو صدای انقلاب ایران در عراق بود. وی در روز ۱۳ شهریور سال ۱۳۶۸ به دست عوامل جمهوری اسلامی در عراق ترور شد.

## زندگی
صدیق کمانگر در سال ۱۳۲۵ خورشیدی در روستای آفریان در شهرستان کامیاران در جنوب استان کردستان متولد شد. نام پدرش محمدصالح بود. کمانگر در سال ۱۳۴۴ وارد دانشگاه تهران شد و در دانشکدهٔ حقوق و علوم سیاسی به تحصیل در رشتهٔ حقوق پرداخت. وی در سال ۱۳۵۰ با درجهٔ کارشناسی ارشد از این دانشگاه فارغ‌التحصیل شد و به عنوان وکیل دادگستری در سنندج مشغول به کار شد.

## مبارزات سیاسی در کردستان
در سال‌های دهه ۵۰ خورشیدی، اختلاف میان دهقانان روستای دارسیران در مریوان، با مالکان و فئودال‌های کرد، به شکل مبارزهٔ توده‌ای میان دهقانان درآمده‌بود. صدیق کمانگر به عنوان یک وکیل به دفاع از حقوق دهقانان می‌پرداخت.
وی همچنین در تیرماه سال ۱۳۵۷ در پشتیبانی از اعتصاب غذای زندانیان سیاسی در زندان شهر سنندج، نخستین تحصن در ساختمان دادگستری این شهر را سازمان داد.

### تأسیس کومله
سازمان انقلابی زحمتکشان کردستان (کومله) به‌طور رسمی در سال ۱۳۵۷ تأسیس شد. صدیق کمانگر از نخستین روزهای شکل‌گیری کومله در سال ۱۳۴۸ در این حزب فعالیت کرده و با آن همراه بود. وی یکی از اعضای بنیان‌گذار این حزب بود و در کنگرهٔ مؤسس این حزب نیز شرکت داشت. کومله در سال ۱۳۶۲ با وحدت با یک گروه مارکسیستی به نام سهند (که بیشتر فعالیت تئوریک داشت) و چند گروه دیگر از اعضای سابق سازمان چریک‌های فدایی خلق ایران، سازمان پیکار در راه آزادی طبقه کارگر و حزب مارکسیست-لنینیست شفق سرخ، حزب کمونیست ایران را بنیان نهاد و از این پس خود را سازمان کردستان حزب کمونیست ایران- کومله نامید. صدیق کمانگر در کنگرهٔ مؤسس این حزب نیز مشارکت فعال داشت و از بنیانگذاران آن به‌شمار می‌رود و در هر دو حزب عضو کمیتهٔ مرکزی به‌شمار می‌آمد.

### پس از انقلاب
در جریان تسخیر رادیو و تلویزیون سنندج توسط کومله، در روز ۲۲ بهمن سال ۱۳۵۷، صدیق کمانگر از مرکز تلویزیون سنندج خطاب به مردم صحبت کرده و پیروزی انقلاب را به مردم تبریک گفت. صدیق کمانگر در جریان انقلاب بهمن ۱۳۵۷ به چهره‌ای شناخته شده در مبارزات سیاسی کردستان تبدیل شد. وی در سال ۱۳۵۷ به عضویت هیئت مرکزی کانون وکلا و جمعیت حقوق‌دانان ایران درآمد. پس از پیروزی انقلاب و تشکیل شورای انقلاب در سنندج، صدیق کمانگر به عنوان سخنگو و مسئول این شورا برگزیده‌شد.
صدیق کمانگر از سوی حزب کومله به عنوان نامزد این حزب در نخستین دورهٔ انتخابات مجلس شورای ملی پس از انقلاب، در منطقهٔ کامیاران معرفی شده‌بود. صدیق کمانگر علاوه بر این در تشکیل کانون معلمان سنندج نیز نقش فعالی داشت. وی همچنین یکی از اعضای بنیان‌گذار جمعیت دفاع از آزادی و انقلاب در شهر سنندج و سخنگو و مسئول آن به‌شمار می‌آمد.

### دستگیری و تبعید اعضای خانواده
در سال ۱۳۶۱، دختر سه سالهٔ صدیق کمانگر به نام سوما کمانگر، به همراه دو خواهر صدیق، و شوهر و پسر چهار سالهٔ یکی از آن‌ها در کرج در منزل خواهر صدیق کمانگر دستگیر شدند. گویا اتهام آن‌ها پناه دادن به همسر صدیق کمانگر که وی نیز از فعالان سیاسی کومله بوده، در منزل خود بوده است. بنا بر شهادتنامهٔ سوماً کمانگر، وی در سه سالگی ۹ ماه در بازداشت بوده است. خواهران و شوهر خواهر صدیق کمانگر پس از آزادی مدت یک سال را در شهر تفت در استان یزد در تبعید به سر بردند.

## ترور و مرگ
صدیق کمانگر ساعت ۲ بامداد روز ۱۳ شهریور ۱۳۶۸، در اردوگاه مرکزی کومله، واقع در دره‌ای به نام بردانگاه در اطراف شهر رانیه در کردستان عراق، دو روز پس از سخنرانی پرشورش در سالگرد تأسیس کومله (۱۳۴۸/۰۶/۱۱) و در حالی که مشغول تهیهٔ مطلب برای رادیو صدای انقلاب ایران بود، ترور و پس از یک ساعت در بیمارستان کومله درگذشت. بنا بر گزارش حزب، عامل ترور وی یکی از عناصر نفوذی رژیم جمهوری اسلامی در کومله به نام توفیق گرژالی بوده است. نزدیک به یک هفته پیش از این قتل، غلام کشاورز یکی دیگر از رهبران حزب کمونیست ایران نیز در شهر لارناکا در قبرس ترور و کشته شده‌بود.